# Бијзоа
Бијзоа (фр. Billezois) насеље је и општина у централној Француској у региону Оверња, у департману Алије која припада префектури Виши.
По подацима из 2011. године у општини је живело 399 становника, а густина насељености је износила 25,45 становника/km². Општина се простире на површини од 15,68 km². Налази се на средњој надморској висини од 318 метара (максималној 353 m, а минималној 287 m).

## Демографија
| 1962. | 1968. | 1975. | 1982. | 1990. | 1999. | 2011. |
| ----- | ----- | ----- | ----- | ----- | ----- | ----- |
| 249   | 306   | 292   | 297   | 345   | 346   | 399   |

График промене броја становника у току последњих година